# Pycreus permutatus
Pycreus permutatus är en halvgräsart som först beskrevs av Johann Otto Boeckeler, och fick sitt nu gällande namn av Diana Margaret Napper. Pycreus permutatus ingår i släktet Pycreus och familjen halvgräs. Inga underarter finns listade i Catalogue of Life.